# ミールの軌道離脱
ミールの軌道離脱では2001年3月23日に行われたロシアの宇宙ステーションミールの制御大気圏再突入について述べる。
コアモジュール、クバント1、クバント2、クリスタル、スペクトル、プリローダ、ドッキングモジュールなどの主要構成部は5年から15年を経ていた。また、ロシアはミールの未来に対して楽観的だったが、ロシアの国際宇宙ステーション(ISS)計画への参加によりミールを運用するための予算がなくなった。
軌道離脱は3段階で行われた。第1段階は軌道が大気の抗力で平均220kmの高度まで軌道減衰を起こすことを待った。これはプログレスM1-5のドッキング後に始まった。第2段階はミールを165×220kmの軌道に移動させた。これは2001年3月23日の0時32分(UTC)と2時1分(UTC)に行われたプログレスM1-5の制御エンジンの2回の噴射によって行われた。この軌道で一度休止した後、第3段階として5時8分(UTC)にプログレスM1-5の制御エンジンとメインエンジンによるミールの軌道離脱が始まり、22分強で終了した。高度100kmの大気圏再突入は5時44分(UTC)にフィジーのナンディ付近上空で起こった。

## 背景

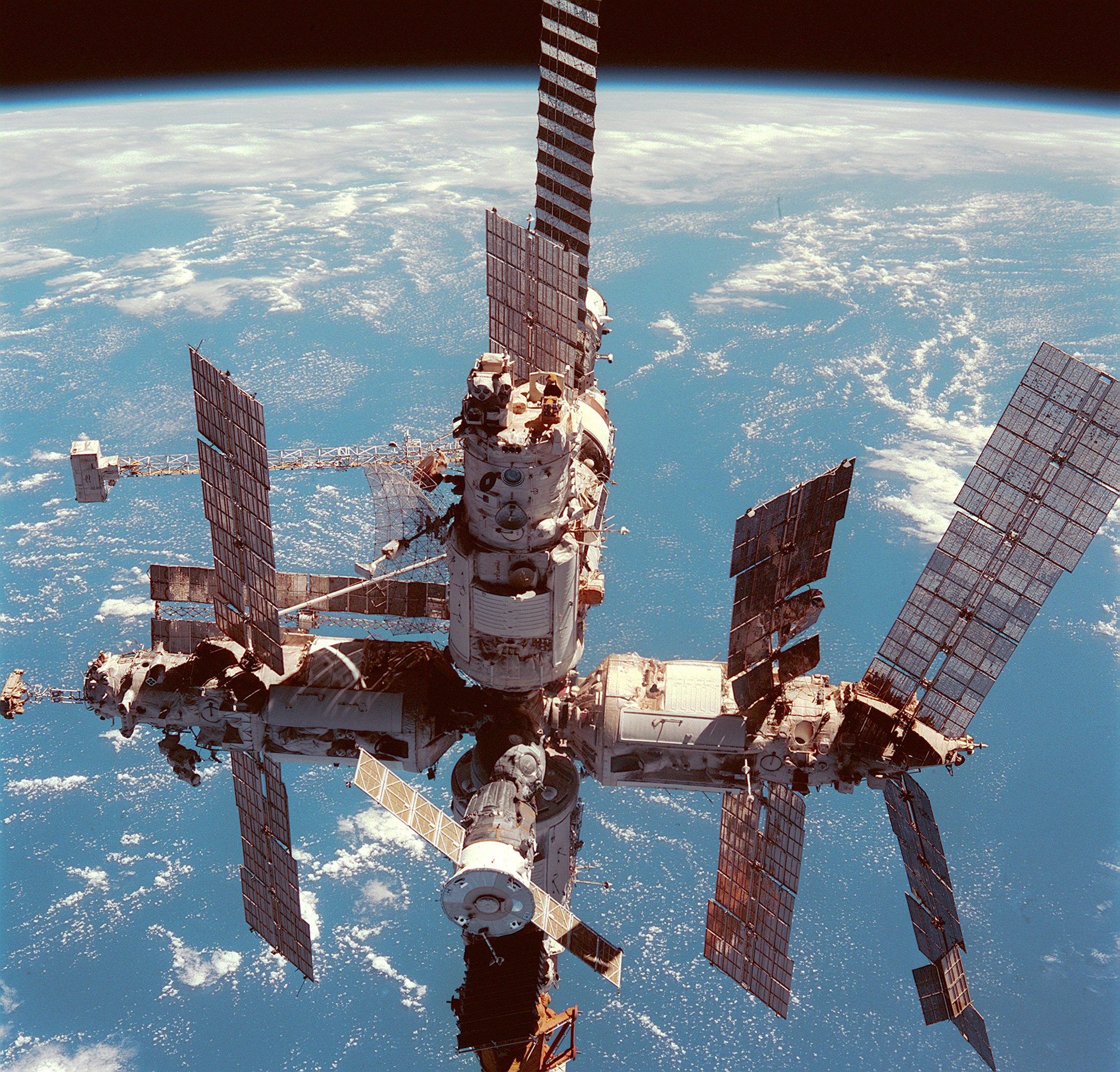
放棄3年前のミール

1998年の国際宇宙ステーションの建設開始後、ロシアの宇宙開発資力はミールとISSの2つの宇宙ステーションに分割された。2000年、ロシア航空宇宙局 (Rosaviakosmos) はミールコープとのステーションの商業利用への貸し出し合意に調印し、ソユーズTM-30ではミールの将来利用と科学研究実施の準備を試みたが、後年この計画は消散した。これは宇宙旅行などの飛行を含むより多くのミッションが続くはずだったが、ロシア政府がミールコープの新ミッションへの資金準備能力を懸念したため、ロシア航空宇宙局がミールの継続的な運用の資金に対する決定を行った。
2000年11月、ロシア航空宇宙局はミールの軌道離脱処分を決定し、翌月ロシア連邦政府議長ミハイル・カシヤノフはその実行のための命令に調印した。この段階で、ミールは設計寿命をとうに過ぎていて、ロシア航空宇宙局長官のユーリ・コプテフは「このシステムのいずれもいつでも故障しかねない」と考えていた。したがって、1979年のスカイラブや1991年のサリュート7号のように地球に制御不能で落下し、人口密集地に落下する可能性があるリスクよりミールがまだ機能している間での軌道離脱が決定された。

## 過程
ツープ(RMCC)と欧州宇宙運用センター(ESOC)に配置されていたミール軌道離脱監視グループのメンバーは運用の動態全体の計測監視を行った。運用の最終段階の間の大量の報道関係者の存在からモスクワのRMCCの両管制室が利用された。各軌道離脱噴射の間のRMCCの即時報告は遠隔会議を通して欧州宇宙機関の報道官と国家機関の代表者に提供された。ESOCのためにRMCCからのビデオ送信も利用可能になった。

ミールの再突入時の軌道

3回のプログレスM1-5の推進点火のうち最初の2回は約90分間隔であり、ミールの近地点を地表から160kmに下げるために行われた。100kmの高度から大気との強い接触が発生し、希薄大気への猛烈な速度での衝突によって幾つかの太陽光パネルなど外部要素が引きちぎられた。高度90kmほどで、ミールの船体からの表面の加熱によってホットプラズマの輝く光輪を作り出した。そのころ、軌道上の集合体が千々にはなれて壊れ、プラズマに囲まれたミールの構成部の幾つかがフィジーから夕焼け空を背景に観測された。この事象のテレビ映像は数分のうちに世界中に伝送された。工程全体は現地の太陽時で16時20分から20時29分ほどで終了した。軌道離脱の最終段階をカバーするため短い記者会見がRMCCで行われた。
公式声明として、5時59分24秒(GMT)にミールが「消滅した」との発表が行われた。最後の「ミール」追尾はクワジャリン環礁のアメリカ陸軍によるものであった。ESA、ドイツ国防省、NASAも最終軌道と再突入の間、ミールの追跡を支援した。

## 破片
当時、ミールはこれまでに地球大気圏に再突入した最大の宇宙機であり、特にドッキング部、ジャイロダイン、外部構造などの大きな破片が再突入でも残り、地上に到達する懸念があった。破片が落ちる中ニュージーランドは南太平洋地域を航行する船舶と航空機に国際的警告を発した。しかしながら、ニュージーランド海上安全庁のトニー・マーティン次長は破片が船に当たる確率は非常に低いと述べた。日本でも類似した情勢となり、住民に破片が落ちる可能性が最も高い40分間は屋内へとどまるように警告が出された。しかし、地元当局者は事故の可能性は非常に低いことを認識していた。再突入後に公表されたミールの位置は南緯40度 西経160度 / 南緯40度 西経160度で破片は軌道の終端の前後1500kmほど、幅が双方に100kmほど広がっているとされ、急勾配の再突入角度のため初期の見積もりより狭い範囲であった。同日、サルベージハンターが太平洋上でミールの幾つかの大きな破片の回収を行った。

## 註
1. ↑  “Mir Destroyed in Fiery Descent”. CNN. (2001年3月22日).  オリジナルの2009年11月21日時点におけるアーカイブ。 2009年11月10日閲覧。
2. 1 2  Hall, Rex; Shayler, David (2009). Soyuz: A Universal Spacecraft. Springer-Praxis. pp. 363. ISBN 1-85233-657-9
3. 1 2 3  Isachenkov, Vladimir (2000年11月15日). “Russian Space Chief: Government Must Make Sure Mir Doesn't Crash”.   Space.com. 2009年8月3日時点のオリジナルよりアーカイブ。2009年8月2日閲覧。
4. ↑  Canizares, Alex (2000年11月16日). “Russia's decision to abandon the Mir space station was welcome news in Washington”.   Space.com. 2009年8月3日時点のオリジナルよりアーカイブ。2009年8月2日閲覧。
5. ↑  MirCorp (2000年2月17日). “MirCorp Signs Agreement with Russia's RSC Energia For Commercial Lease of the Mir Manned Space Station”.   SpaceRef. 2009年8月3日時点のオリジナルよりアーカイブ。2009年8月2日閲覧。
6. ↑  Wade, Mark. “Mir EO-28”.   Encyclopedia Astronautica. 2009年8月3日時点のオリジナルよりアーカイブ。2009年8月2日閲覧。
7. 1 2  “Mir space station to be brought down to Earth in February”.   Space.com (2000年11月17日). 2009年8月3日時点のオリジナルよりアーカイブ。2009年8月2日閲覧。
8. ↑  “Mir's 15 Years”.   NASA (2004年4月4日). 2009年8月4日時点のオリジナルよりアーカイブ。2009年8月4日閲覧。
9. ↑  Portree, David S. F (1995年3月). “Mir Hardware Heritage”.   NASA. 2009年8月3日時点のオリジナルよりアーカイブ。2009年8月2日閲覧。
10. ↑  Zak, Anatoly (2000年6月2日). “Dangerous space reentries of spacecraft.”.   Space.com. 2009年8月3日時点のオリジナルよりアーカイブ。2009年8月2日閲覧。
11. ↑  “Main dynamic operations during final phase of Mir de-orbit”.   ESA Multimedia. 2010年11月7日閲覧。
12. 1 2 3 4 5 6  “Mir Re-entry”.   Zarya. 2010年11月7日閲覧。
13. ↑  “The Final Days of Mir”. Reentry News.   The Aerospace Corporation. 2009年8月3日時点のオリジナルよりアーカイブ。2009年6月7日閲覧。
14. ↑  “Honourable discharge for Mir space station”.   ESA (2001年3月5日). 2009年8月4日閲覧。
15. ↑  Paul, Scott D (2002年). “NASA JSC trajectory operational support for entry of Space Station MIR”. Harvard University 2009年8月4日閲覧。
16. ↑  Böckstiegel, Karl-Heinz (1995). “A.IX.3.1.2”. Space Law. Kluwer Law International. ISBN 0-7923-0091-2
17. 1 2 3  “Japan warns about falling Mir debris”. BBC News. (2001年3月20日) 2010年11月7日閲覧。